# Perizoma nigrifasciata
Perizoma nigrifasciata là một loài bướm đêm trong họ Geometridae.